# Volta à Andaluzia de 2022
A 68.ª edição da competição ciclista Volta à Andaluzia foi uma corrida de ciclismo de estrada por etapas que se celebrou entre 16 e 20 de fevereiro de 2022 na Espanha com início na cidade de Ubrique e final na cidade de Chiclana de Segura, sobre uma distância total de 836,6 quilómetros.
A corrida fez parte do do UCI ProSeries de 2022, calendário ciclístico mundial de segunda divisão, dentro da categoria UCI 2.pro e foi vencida pelo neerlandês Wout Poels do Bahrain Victorious. Completaram o pódio, como segundo e terceiro classificado respectivamente, o espanhol Cristián Rodríguez do TotalEnergies e o colombiano Miguel Ángel López do Astana Qazaqstan.

## Equipas participantes
Tomaram parte na corrida 22 equipas: 12 de categoria UCI WorldTeam convidados pela organização e 10 de categoria UCI ProTeam. Formaram assim um pelotão de 141 ciclistas dos que acabaram 108. As equipas participantes foram:
| Equipes WorldTeam (12)- UAE Team Emirates - Intermarché-Wanty-Gobert Matériaux - Ineos Grenadiers - Bahrain Victorious - Quick-Step Alpha Vinyl - Bora-Hansgrohe - Astana Qazaqstan Team - Movistar Team - AG2R Citroën Team - Israel-Premier Tech - BikeExchange-Jayco - Lotto-Soudal Equipes ProTeam (10)- Euskaltel-Euskadi - Eolo-Kometa - Sport Vlaanderen-Baloise - Gazprom-RusVelo - Caja Rural-Seguros RGA - Burgos-BH - Alpecin-Fenix - TotalEnergies - Equipo Kern Pharma - Human Powered Health |
| |

## Percorrido
A Volta à Andaluzia dispôs de cinco etapas dividido em duas etapas escarpadas, duas etapas em media montanha, e uma etapa de alta montanha, para um percurso total de 836,6 quilómetros.
| Etapa | Data    | Percurso                   | type           | Distância (km) | Elevação (m) | Vencedor         | Líder geral     |
| ----- | ------- | -------------------------- | -------------- | -------------- | ------------ | ---------------- | --------------- |
| 1     | 16 fev. | Ubrique – Iznájar          | média montanha | 200,7          | 3 460 m      | Rune Herregodts  | Rune Herregodts |
| 2     | 17 fev. | Archidona – Alcalá la Real | média montanha | 150,6          | 2 986 m      | Alessandro Covi  | Alessandro Covi |
| 3     | 18 fev. | Lucena – Villa de Otura    | média montanha | 152,6          | 2 873 m      | Magnus Sheffield | Alessandro Covi |
| 4     | 19 fev. | Cúllar Vega – Baza         | média montanha | 165,6          | 2 987 m      | Wout Poels       | Wout Poels      |
| 5     | 20 fev. | Huesa – Chiclana de Segura | média montanha | 167,1          | 2 899 m      | Lennard Kämna    | Wout Poels      |

## Desenvolvimento da corrida

### 1.ª etapa
| Ubrique - Iznájar | média montanha | (200,7 km) |

| \| Classificação por etapas \| Classificação por etapas \| Classificação por etapas \| Classificação por etapas \| Classificação por etapas \| \| Ciclista \| Ciclista \| Equipe \| Tempo \| \| \| ------------------------ \| ------------------------- \| ------------------------ \| ------------------------ \| ------------------------ \| \| 1. \| Rune Herregodts \| Sport Vlaanderen-Baloise \| 5h16m44s \| \| \| 2. \| Stephen Bassett \| Human Powered Health \| + 2s \| \| \| 3. \| Ander Okamika \| Burgos-BH \| + 2s \| \| \| 4. \| Xabier Isasa \| Euskaltel-Euskadi \| + 12s \| \| \| 5. \| Lindsay De Vylder \| Sport Vlaanderen-Baloise \| + 15s \| \| \| 6. \| Mark Christian \| Eolo-Kometa \| + 16s \| \| \| 7. \| Alessandro Covi \| UAE Team Emirates \| + 31s \| \| \| 8. \| Gonzalo Serrano Rodríguez \| Movistar Team \| + 37s \| \| \| 9. \| Matteo Trentin \| UAE Team Emirates \| + 37s \| \| \| 10. \| Benoît Cosnefroy \| AG2R Citroën Team \| + 37s \| \| |                           |                          |          |
| |                           |                          |          |
| Fonte: ProCyclingStats |                           |                          |          |
| Classificação por etapas |                           |                          |          |
| Ciclista | Ciclista                  | Equipe                   | Tempo    |
| 1. | Rune Herregodts           | Sport Vlaanderen-Baloise | 5h16m44s |
| 2. | Stephen Bassett           | Human Powered Health     | + 2s     |
| 3. | Ander Okamika             | Burgos-BH                | + 2s     |
| 4. | Xabier Isasa              | Euskaltel-Euskadi        | + 12s    |
| 5. | Lindsay De Vylder         | Sport Vlaanderen-Baloise | + 15s    |
| 6. | Mark Christian            | Eolo-Kometa              | + 16s    |
| 7. | Alessandro Covi           | UAE Team Emirates        | + 31s    |
| 8. | Gonzalo Serrano Rodríguez | Movistar Team            | + 37s    |
| 9. | Matteo Trentin            | UAE Team Emirates        | + 37s    |
| 10. | Benoît Cosnefroy          | AG2R Citroën Team        | + 37s    |

| \| Classificação geral \| Classificação geral \| Classificação geral \| Classificação geral \| Classificação geral \| \| Ciclista \| Ciclista \| Equipe \| Tempo \| \| \| ------------------- \| ------------------------- \| ------------------------ \| ------------------- \| ------------------- \| \| 1. \| Rune Herregodts \| Sport Vlaanderen-Baloise \| 5h16m44s \| \| \| 2. \| Stephen Bassett \| Human Powered Health \| + 2s \| \| \| 3. \| Ander Okamika \| Burgos-BH \| + 2s \| \| \| 4. \| Xabier Isasa \| Euskaltel-Euskadi \| + 12s \| \| \| 5. \| Lindsay De Vylder \| Sport Vlaanderen-Baloise \| + 15s \| \| \| 6. \| Mark Christian \| Eolo-Kometa \| + 18s \| \| \| 7. \| Alessandro Covi \| UAE Team Emirates \| + 31s \| \| \| 8. \| Gonzalo Serrano Rodríguez \| Movistar Team \| + 37s \| \| \| 9. \| Matteo Trentin \| UAE Team Emirates \| + 37s \| \| \| 10. \| Benoît Cosnefroy \| AG2R Citroën Team \| + 37s \| \| |                           |                          |          |
| |                           |                          |          |
| Fonte: ProCyclingStats |                           |                          |          |
| Classificação geral |                           |                          |          |
| Ciclista | Ciclista                  | Equipe                   | Tempo    |
| 1. | Rune Herregodts           | Sport Vlaanderen-Baloise | 5h16m44s |
| 2. | Stephen Bassett           | Human Powered Health     | + 2s     |
| 3. | Ander Okamika             | Burgos-BH                | + 2s     |
| 4. | Xabier Isasa              | Euskaltel-Euskadi        | + 12s    |
| 5. | Lindsay De Vylder         | Sport Vlaanderen-Baloise | + 15s    |
| 6. | Mark Christian            | Eolo-Kometa              | + 18s    |
| 7. | Alessandro Covi           | UAE Team Emirates        | + 31s    |
| 8. | Gonzalo Serrano Rodríguez | Movistar Team            | + 37s    |
| 9. | Matteo Trentin            | UAE Team Emirates        | + 37s    |
| 10. | Benoît Cosnefroy          | AG2R Citroën Team        | + 37s    |

### 2.ª etapa
| Archidona - Alcalá la Real | média montanha | (150,6 km) |

| \| Classificação por etapas \| Classificação por etapas \| Classificação por etapas \| Classificação por etapas \| Classificação por etapas \| \| Ciclista \| Ciclista \| Equipe \| Tempo \| \| \| ------------------------ \| ------------------------ \| ---------------------------------- \| ------------------------ \| ------------------------ \| \| 1. \| Alessandro Covi \| UAE Team Emirates \| 3h57m46s \| \| \| 2. \| Miguel Ángel López \| Astana Qazaqstan Team \| + 2s \| \| \| 3. \| Iván Ramiro Sosa \| Movistar Team \| + 4s \| \| \| 4. \| Jack Haig \| Bahrain Victorious \| + 4s \| \| \| 5. \| Steff Cras \| Lotto-Soudal \| + 4s \| \| \| 6. \| Carlos Rodríguez \| Ineos Grenadiers \| + 4s \| \| \| 7. \| Dries Devenyns \| Quick-Step Alpha Vinyl \| + 4s \| \| \| 8. \| Domenico Pozzovivo \| Intermarché-Wanty-Gobert Matériaux \| + 4s \| \| \| 9. \| Simon Clarke \| Israel-Premier Tech \| + 4s \| \| \| 10. \| Cristián Rodríguez \| TotalEnergies \| + 4s \| \| |                    |                                    |          |
| |                    |                                    |          |
| Fonte: ProCyclingStats |                    |                                    |          |
| Classificação por etapas |                    |                                    |          |
| Ciclista | Ciclista           | Equipe                             | Tempo    |
| 1. | Alessandro Covi    | UAE Team Emirates                  | 3h57m46s |
| 2. | Miguel Ángel López | Astana Qazaqstan Team              | + 2s     |
| 3. | Iván Ramiro Sosa   | Movistar Team                      | + 4s     |
| 4. | Jack Haig          | Bahrain Victorious                 | + 4s     |
| 5. | Steff Cras         | Lotto-Soudal                       | + 4s     |
| 6. | Carlos Rodríguez   | Ineos Grenadiers                   | + 4s     |
| 7. | Dries Devenyns     | Quick-Step Alpha Vinyl             | + 4s     |
| 8. | Domenico Pozzovivo | Intermarché-Wanty-Gobert Matériaux | + 4s     |
| 9. | Simon Clarke       | Israel-Premier Tech                | + 4s     |
| 10. | Cristián Rodríguez | TotalEnergies                      | + 4s     |

| \| Classificação geral \| Classificação geral \| Classificação geral \| Classificação geral \| Classificação geral \| \| Ciclista \| Ciclista \| Equipe \| Tempo \| \| \| ------------------- \| ------------------- \| ---------------------------------- \| ------------------- \| ------------------- \| \| 1. \| Alessandro Covi \| UAE Team Emirates \| 9h15m01s \| \| \| 2. \| Ander Okamika \| Burgos-BH \| + 5s \| \| \| 3. \| Miguel Ángel López \| Astana Qazaqstan Team \| + 8s \| \| \| 4. \| Jack Haig \| Bahrain Victorious \| + 10s \| \| \| 5. \| Dries Devenyns \| Quick-Step Alpha Vinyl \| + 10s \| \| \| 6. \| Simon Clarke \| Israel-Premier Tech \| + 10s \| \| \| 7. \| Steff Cras \| Lotto-Soudal \| + 10s \| \| \| 8. \| Cristián Rodríguez \| TotalEnergies \| + 10s \| \| \| 9. \| Iván Ramiro Sosa \| Movistar Team \| + 10s \| \| \| 10. \| Domenico Pozzovivo \| Intermarché-Wanty-Gobert Matériaux \| + 10s \| \| |                    |                                    |          |
| |                    |                                    |          |
| Fonte: ProCyclingStats |                    |                                    |          |
| Classificação geral |                    |                                    |          |
| Ciclista | Ciclista           | Equipe                             | Tempo    |
| 1. | Alessandro Covi    | UAE Team Emirates                  | 9h15m01s |
| 2. | Ander Okamika      | Burgos-BH                          | + 5s     |
| 3. | Miguel Ángel López | Astana Qazaqstan Team              | + 8s     |
| 4. | Jack Haig          | Bahrain Victorious                 | + 10s    |
| 5. | Dries Devenyns     | Quick-Step Alpha Vinyl             | + 10s    |
| 6. | Simon Clarke       | Israel-Premier Tech                | + 10s    |
| 7. | Steff Cras         | Lotto-Soudal                       | + 10s    |
| 8. | Cristián Rodríguez | TotalEnergies                      | + 10s    |
| 9. | Iván Ramiro Sosa   | Movistar Team                      | + 10s    |
| 10. | Domenico Pozzovivo | Intermarché-Wanty-Gobert Matériaux | + 10s    |

### 3.ª etapa
| Lucena - Villa de Otura | média montanha | (152,6 km) |

| \| Classificação por etapas \| Classificação por etapas \| Classificação por etapas \| Classificação por etapas \| Classificação por etapas \| \| Ciclista \| Ciclista \| Equipe \| Tempo \| \| \| ------------------------ \| ------------------------ \| ------------------------ \| ------------------------ \| ------------------------ \| \| 1. \| Magnus Sheffield \| Ineos Grenadiers \| 3h54m37s \| \| \| 2. \| Simon Clarke \| Israel-Premier Tech \| + 3s \| \| \| 3. \| Stan Dewulf \| AG2R Citroën Team \| + 3s \| \| \| 4. \| Ben Turner \| Ineos Grenadiers \| + 3s \| \| \| 5. \| Mauri Vansevenant \| Quick-Step Alpha Vinyl \| + 3s \| \| \| 6. \| Wout Poels \| Bahrain Victorious \| + 3s \| \| \| 7. \| Alessandro Covi \| UAE Team Emirates \| + 3s \| \| \| 8. \| Simon Yates \| BikeExchange-Jayco \| + 3s \| \| \| 9. \| Miguel Ángel López \| Astana Qazaqstan Team \| + 3s \| \| \| 10. \| Dries Devenyns \| Quick-Step Alpha Vinyl \| + 3s \| \| |                    |                        |          |
| |                    |                        |          |
| Fonte: ProCyclingStats |                    |                        |          |
| Classificação por etapas |                    |                        |          |
| Ciclista | Ciclista           | Equipe                 | Tempo    |
| 1. | Magnus Sheffield   | Ineos Grenadiers       | 3h54m37s |
| 2. | Simon Clarke       | Israel-Premier Tech    | + 3s     |
| 3. | Stan Dewulf        | AG2R Citroën Team      | + 3s     |
| 4. | Ben Turner         | Ineos Grenadiers       | + 3s     |
| 5. | Mauri Vansevenant  | Quick-Step Alpha Vinyl | + 3s     |
| 6. | Wout Poels         | Bahrain Victorious     | + 3s     |
| 7. | Alessandro Covi    | UAE Team Emirates      | + 3s     |
| 8. | Simon Yates        | BikeExchange-Jayco     | + 3s     |
| 9. | Miguel Ángel López | Astana Qazaqstan Team  | + 3s     |
| 10. | Dries Devenyns     | Quick-Step Alpha Vinyl | + 3s     |

| \| Classificação geral \| Classificação geral \| Classificação geral \| Classificação geral \| Classificação geral \| \| Ciclista \| Ciclista \| Equipe \| Tempo \| \| \| ------------------- \| ------------------- \| ---------------------------------- \| ------------------- \| ------------------- \| \| 1. \| Alessandro Covi \| UAE Team Emirates \| 13h09m41s \| \| \| 2. \| Miguel Ángel López \| Astana Qazaqstan Team \| + 8s \| \| \| 3. \| Simon Clarke \| Israel-Premier Tech \| + 10s \| \| \| 4. \| Dries Devenyns \| Quick-Step Alpha Vinyl \| + 10s \| \| \| 5. \| Steff Cras \| Lotto-Soudal \| + 10s \| \| \| 6. \| Jack Haig \| Bahrain Victorious \| + 10s \| \| \| 7. \| Cristián Rodríguez \| TotalEnergies \| + 10s \| \| \| 8. \| Iván Ramiro Sosa \| Movistar Team \| + 10s \| \| \| 9. \| Domenico Pozzovivo \| Intermarché-Wanty-Gobert Matériaux \| + 10s \| \| \| 10. \| Carlos Rodríguez \| Ineos Grenadiers \| + 10s \| \| |                    |                                    |           |
| |                    |                                    |           |
| Fonte: ProCyclingStats |                    |                                    |           |
| Classificação geral |                    |                                    |           |
| Ciclista | Ciclista           | Equipe                             | Tempo     |
| 1. | Alessandro Covi    | UAE Team Emirates                  | 13h09m41s |
| 2. | Miguel Ángel López | Astana Qazaqstan Team              | + 8s      |
| 3. | Simon Clarke       | Israel-Premier Tech                | + 10s     |
| 4. | Dries Devenyns     | Quick-Step Alpha Vinyl             | + 10s     |
| 5. | Steff Cras         | Lotto-Soudal                       | + 10s     |
| 6. | Jack Haig          | Bahrain Victorious                 | + 10s     |
| 7. | Cristián Rodríguez | TotalEnergies                      | + 10s     |
| 8. | Iván Ramiro Sosa   | Movistar Team                      | + 10s     |
| 9. | Domenico Pozzovivo | Intermarché-Wanty-Gobert Matériaux | + 10s     |
| 10. | Carlos Rodríguez   | Ineos Grenadiers                   | + 10s     |

### 4.ª etapa
| Cúllar Vega - Baza | média montanha | (165,6 km) |

| \| Classificação por etapas \| Classificação por etapas \| Classificação por etapas \| Classificação por etapas \| Classificação por etapas \| \| Ciclista \| Ciclista \| Equipe \| Tempo \| \| \| ------------------------ \| ------------------------ \| ------------------------ \| ------------------------ \| ------------------------ \| \| 1. \| Wout Poels \| Bahrain Victorious \| 3h56m52s \| \| \| 2. \| Alexey Lutsenko \| Astana Qazaqstan Team \| + 0s \| \| \| 3. \| Mauri Vansevenant \| Quick-Step Alpha Vinyl \| + 18s \| \| \| 4. \| Simon Yates \| BikeExchange-Jayco \| + 18s \| \| \| 5. \| Damiano Caruso \| Bahrain Victorious \| + 18s \| \| \| 6. \| Cristián Rodríguez \| TotalEnergies \| + 18s \| \| \| 7. \| Jack Haig \| Bahrain Victorious \| + 18s \| \| \| 8. \| Iván Ramiro Sosa \| Movistar Team \| + 18s \| \| \| 9. \| Ben O'Connor \| AG2R Citroën Team \| + 18s \| \| \| 10. \| Miguel Ángel López \| Astana Qazaqstan Team \| + 18s \| \| |                    |                        |          |
| |                    |                        |          |
| Fonte: ProCyclingStats |                    |                        |          |
| Classificação por etapas |                    |                        |          |
| Ciclista | Ciclista           | Equipe                 | Tempo    |
| 1. | Wout Poels         | Bahrain Victorious     | 3h56m52s |
| 2. | Alexey Lutsenko    | Astana Qazaqstan Team  | + 0s     |
| 3. | Mauri Vansevenant  | Quick-Step Alpha Vinyl | + 18s    |
| 4. | Simon Yates        | BikeExchange-Jayco     | + 18s    |
| 5. | Damiano Caruso     | Bahrain Victorious     | + 18s    |
| 6. | Cristián Rodríguez | TotalEnergies          | + 18s    |
| 7. | Jack Haig          | Bahrain Victorious     | + 18s    |
| 8. | Iván Ramiro Sosa   | Movistar Team          | + 18s    |
| 9. | Ben O'Connor       | AG2R Citroën Team      | + 18s    |
| 10. | Miguel Ángel López | Astana Qazaqstan Team  | + 18s    |

| \| Classificação geral \| Classificação geral \| Classificação geral \| Classificação geral \| Classificação geral \| \| Ciclista \| Ciclista \| Equipe \| Tempo \| \| \| ------------------- \| ------------------- \| ---------------------- \| ------------------- \| ------------------- \| \| 1. \| Wout Poels \| Bahrain Victorious \| 17h06m49s \| \| \| 2. \| Miguel Ángel López \| Astana Qazaqstan Team \| + 10s \| \| \| 3. \| Cristián Rodríguez \| TotalEnergies \| + 12s \| \| \| 4. \| Jack Haig \| Bahrain Victorious \| + 12s \| \| \| 5. \| Iván Ramiro Sosa \| Movistar Team \| + 12s \| \| \| 6. \| Carlos Rodríguez \| Ineos Grenadiers \| + 12s \| \| \| 7. \| Simon Yates \| BikeExchange-Jayco \| + 21s \| \| \| 8. \| Ben O'Connor \| AG2R Citroën Team \| + 21s \| \| \| 9. \| Alexey Lutsenko \| Astana Qazaqstan Team \| + 24s \| \| \| 10. \| Mauri Vansevenant \| Quick-Step Alpha Vinyl \| + 27s \| \| |                    |                        |           |
| |                    |                        |           |
| Fonte: ProCyclingStats |                    |                        |           |
| Classificação geral |                    |                        |           |
| Ciclista | Ciclista           | Equipe                 | Tempo     |
| 1. | Wout Poels         | Bahrain Victorious     | 17h06m49s |
| 2. | Miguel Ángel López | Astana Qazaqstan Team  | + 10s     |
| 3. | Cristián Rodríguez | TotalEnergies          | + 12s     |
| 4. | Jack Haig          | Bahrain Victorious     | + 12s     |
| 5. | Iván Ramiro Sosa   | Movistar Team          | + 12s     |
| 6. | Carlos Rodríguez   | Ineos Grenadiers       | + 12s     |
| 7. | Simon Yates        | BikeExchange-Jayco     | + 21s     |
| 8. | Ben O'Connor       | AG2R Citroën Team      | + 21s     |
| 9. | Alexey Lutsenko    | Astana Qazaqstan Team  | + 24s     |
| 10. | Mauri Vansevenant  | Quick-Step Alpha Vinyl | + 27s     |

### 5.ª etapa
| Huesa - Chiclana de Segura | média montanha | (167,1 km) |

| \| Classificação por etapas \| Classificação por etapas \| Classificação por etapas \| Classificação por etapas \| Classificação por etapas \| \| Ciclista \| Ciclista \| Equipe \| Tempo \| \| \| ------------------------ \| ------------------------- \| ------------------------ \| ------------------------ \| ------------------------ \| \| 1. \| Lennard Kämna \| Bora-Hansgrohe \| 3h43m05s \| \| \| 2. \| Lorenzo Fortunato \| Eolo-Kometa \| + 4s \| \| \| 3. \| Alessandro Covi \| UAE Team Emirates \| + 10s \| \| \| 4. \| Magnus Sheffield \| Ineos Grenadiers \| + 12s \| \| \| 5. \| Gonzalo Serrano Rodríguez \| Movistar Team \| + 25s \| \| \| 6. \| Emanuel Buchmann \| Bora-Hansgrohe \| + 26s \| \| \| 7. \| Stefano Oldani \| Alpecin-Fenix \| + 26s \| \| \| 8. \| Simone Velasco \| Astana Qazaqstan Team \| + 29s \| \| \| 9. \| Floris De Tier \| Alpecin-Fenix \| + 39s \| \| \| 10. \| Nelson Oliveira \| Movistar Team \| + 49s \| \| |                           |                       |          |
| |                           |                       |          |
| Fonte: ProCyclingStats |                           |                       |          |
| Classificação por etapas |                           |                       |          |
| Ciclista | Ciclista                  | Equipe                | Tempo    |
| 1. | Lennard Kämna             | Bora-Hansgrohe        | 3h43m05s |
| 2. | Lorenzo Fortunato         | Eolo-Kometa           | + 4s     |
| 3. | Alessandro Covi           | UAE Team Emirates     | + 10s    |
| 4. | Magnus Sheffield          | Ineos Grenadiers      | + 12s    |
| 5. | Gonzalo Serrano Rodríguez | Movistar Team         | + 25s    |
| 6. | Emanuel Buchmann          | Bora-Hansgrohe        | + 26s    |
| 7. | Stefano Oldani            | Alpecin-Fenix         | + 26s    |
| 8. | Simone Velasco            | Astana Qazaqstan Team | + 29s    |
| 9. | Floris De Tier            | Alpecin-Fenix         | + 39s    |
| 10. | Nelson Oliveira           | Movistar Team         | + 49s    |

## Classificações finais
- As classificações finalizaram da seguinte forma:[4]

### Classificação geral
| \| Classificação geral \| Classificação geral \| Classificação geral \| Classificação geral \| Classificação geral \| \| Ciclista \| Ciclista \| Equipe \| Tempo \| \| \| ------------------- \| ------------------- \| ---------------------- \| ------------------- \| ------------------- \| \| 1. \| Wout Poels \| Bahrain Victorious \| 20h51m27s \| \| \| 2. \| Cristián Rodríguez \| TotalEnergies \| + 14s \| \| \| 3. \| Miguel Ángel López \| Astana Qazaqstan Team \| + 15s \| \| \| 4. \| Carlos Rodríguez \| Ineos Grenadiers \| + 19s \| \| \| 5. \| Simon Yates \| BikeExchange-Jayco \| + 20s \| \| \| 6. \| Jack Haig \| Bahrain Victorious \| + 22s \| \| \| 7. \| Ben O'Connor \| AG2R Citroën Team \| + 26s \| \| \| 8. \| Mauri Vansevenant \| Quick-Step Alpha Vinyl \| + 32s \| \| \| 9. \| Alexey Lutsenko \| Astana Qazaqstan Team \| + 34s \| \| \| 10. \| Iván Ramiro Sosa \| Movistar Team \| + 39s \| \| |                    |                        |           |
| |                    |                        |           |
| Fonte: ProCyclingStats |                    |                        |           |
| Classificação geral |                    |                        |           |
| Ciclista | Ciclista           | Equipe                 | Tempo     |
| 1. | Wout Poels         | Bahrain Victorious     | 20h51m27s |
| 2. | Cristián Rodríguez | TotalEnergies          | + 14s     |
| 3. | Miguel Ángel López | Astana Qazaqstan Team  | + 15s     |
| 4. | Carlos Rodríguez   | Ineos Grenadiers       | + 19s     |
| 5. | Simon Yates        | BikeExchange-Jayco     | + 20s     |
| 6. | Jack Haig          | Bahrain Victorious     | + 22s     |
| 7. | Ben O'Connor       | AG2R Citroën Team      | + 26s     |
| 8. | Mauri Vansevenant  | Quick-Step Alpha Vinyl | + 32s     |
| 9. | Alexey Lutsenko    | Astana Qazaqstan Team  | + 34s     |
| 10. | Iván Ramiro Sosa   | Movistar Team          | + 39s     |

### Classificação da montanha
| Classificação da montanha | Classificação da montanha | Classificação da montanha | Classificação da montanha | Classificação da montanha |
| Ciclista                  | Ciclista                  | Equipe                    | Pontos                    |                           |
| ------------------------- | ------------------------- | ------------------------- | ------------------------- | ------------------------- |
| 1.                        | Jon Barrenetxea           | Caja Rural-Seguros RGA    | 30 pts                    |                           |
| 2.                        | Álvaro Cuadros            | Caja Rural-Seguros RGA    | 24 pts                    |                           |
| 3.                        | Alexey Lutsenko           | Astana Qazaqstan Team     | 24 pts                    |                           |
| 4.                        | Xabier Isasa              | Euskaltel-Euskadi         | 21 pts                    |                           |
| 5.                        | Ben O'Connor              | AG2R Citroën Team         | 14 pts                    |                           |
| 6.                        | Miguel Ángel López        | Astana Qazaqstan Team     | 12 pts                    |                           |
| 7.                        | Ander Okamika             | Burgos-BH                 | 12 pts                    |                           |
| 8.                        | Gotzon Martín             | Euskaltel-Euskadi         | 10 pts                    |                           |
| 9.                        | Lorenzo Fortunato         | Eolo-Kometa               | 7 pts                     |                           |
| 10.                       | Lennard Kämna             | Bora-Hansgrohe            | 6 pts                     |                           |

### Classificação dos pontos
| Classificação por pontos | Classificação por pontos  | Classificação por pontos | Classificação por pontos | Classificação por pontos |
| Ciclista                 | Ciclista                  | Equipe                   | Pontos                   |                          |
| ------------------------ | ------------------------- | ------------------------ | ------------------------ | ------------------------ |
| 1.                       | Alessandro Covi           | UAE Team Emirates        | 59 pts                   |                          |
| 2.                       | Wout Poels                | Bahrain Victorious       | 41 pts                   |                          |
| 3.                       | Magnus Sheffield          | Ineos Grenadiers         | 39 pts                   |                          |
| 4.                       | Miguel Ángel López        | Astana Qazaqstan Team    | 33 pts                   |                          |
| 5.                       | Mauri Vansevenant         | Quick-Step Alpha Vinyl   | 31 pts                   |                          |
| 6.                       | Simon Clarke              | Israel-Premier Tech      | 31 pts                   |                          |
| 7.                       | Simon Yates               | BikeExchange-Jayco       | 29 pts                   |                          |
| 8.                       | Lennard Kämna             | Bora-Hansgrohe           | 25 pts                   |                          |
| 9.                       | Alexey Lutsenko           | Astana Qazaqstan Team    | 25 pts                   |                          |
| 10.                      | Gonzalo Serrano Rodríguez | Movistar Team            | 25 pts                   |                          |

### Classificação por equipas
| Classificação por equipes | Classificação por equipes | Classificação por equipes | Classificação por equipes |
| Equipe                    | Equipe                    | Tempo                     |                           |
| ------------------------- | ------------------------- | ------------------------- | ------------------------- |
| 1.                        | Astana Qazaqstan Team     | 62h35m11s                 |                           |
| 2.                        | Bahrain Victorious        | + 1m35s                   |                           |
| 3.                        | Ineos Grenadiers          | + 13m37s                  |                           |
| 4.                        | Movistar Team             | + 13m38s                  |                           |
| 5.                        | UAE Team Emirates         | + 22m16s                  |                           |
| 6.                        | AG2R Citroën Team         | + 28m01s                  |                           |
| 7.                        | Bora-Hansgrohe            | + 29m03s                  |                           |
| 8.                        | BikeExchange-Jayco        | + 30m11s                  |                           |
| 9.                        | Quick-Step Alpha Vinyl    | + 33m36s                  |                           |
| 10.                       | Caja Rural-Seguros RGA    | + 34m35s                  |                           |

## Evolução das classificações
| Etapa                 | Vencedor              | Classificação geral | Classificação da montanha | Classificação dos pontos | Classificação das metas volantes | Classificação por equipas |
| --------------------- | --------------------- | ------------------- | ------------------------- | ------------------------ | -------------------------------- | ------------------------- |
| 1.ª                   | Rune Herregodts       | Rune Herregodts     | Álvaro Quadros            | Rune Herregodts          | Stephen Bassett                  | Sport Vlaanderen-Baloise  |
| 2.ª                   | Alessandro Covi       | Alessandro Covi     | Jon Barrenetxea           | Alessandro Covi          | Diego Pablo Sevilla              | Astana Qazaqstan          |
| 3.ª                   | Magnus Sheffield      | Alessandro Covi     | Jon Barrenetxea           | Alessandro Covi          | Diego Pablo Sevilla              | Astana Qazaqstan          |
| 4.ª                   | Wout Poels            | Wout Poels          | Jon Barrenetxea           | Alessandro Covi          | Damiano Caruso                   | Astana Qazaqstan          |
| 5.ª                   | Lennard Kämna         | Wout Poels          | Jon Barrenetxea           | Alessandro Covi          | Diego Pablo Sevilla              | Astana Qazaqstan          |
| Classificações finais | Classificações finais | Wout Poels          | Jon Barrenetxea           | Alessandro Covi          | Diego Pablo Sevilla              | Astana Qazaqstan          |

## Ciclistas participantes e posições finais
| Astana Qazaqstan Team AST | Astana Qazaqstan Team AST        | Astana Qazaqstan Team AST |
| ------------------------- | -------------------------------- | ------------------------- |
| Num                       | Ciclista                         | Pos                       |
| 1                         | Miguel Ángel López (COL)         | 3.                        |
| 2                         | Alexey Lutsenko (KAZ)            | 9.                        |
| 3                         | Simone Velasco (ITA)             | 47.                       |
| 4                         | Nurbergen Nurlykhassym (KAZ)     | DNF-4                     |
| 5                         | Yevgeniy Fedorov (KAZ) (estrada) | 74.                       |
| 6                         | Gleb Brussenskiy (KAZ)           | NP-3                      |
| 7                         | Harold Tejada (COL)              | 12.                       |

| Movistar Team MOV | Movistar Team MOV               | Movistar Team MOV |
| ----------------- | ------------------------------- | ----------------- |
| Num               | Ciclista                        | Pos               |
| 11                | Lluís Mas (ESP)                 | 62.               |
| 12                | Imanol Erviti (ESP)             | 93.               |
| 13                | Nelson Oliveira (POR)           | 25.               |
| 14                | Juri Hollmann (GER)             | 106.              |
| 15                | Einer Rubio (COL)               | 27.               |
| 16                | Iván Ramiro Sosa (COL)          | 10.               |
| 17                | Gonzalo Serrano Rodríguez (ESP) | 18.               |

| Ineos Grenadiers IGD | Ineos Grenadiers IGD   | Ineos Grenadiers IGD |
| -------------------- | ---------------------- | -------------------- |
| Num                  | Ciclista               | Pos                  |
| 21                   | Magnus Sheffield (USA) | 17.                  |
| 22                   | Edward Dunbar (IRL)    | 28.                  |
| 23                   | Salvatore Puccio (ITA) | 82.                  |
| 24                   | Jhonatan Narváez (ECU) | 22.                  |
| 25                   | Carlos Rodríguez (ESP) | 4.                   |
| 26                   | Cameron Wurf (AUS)     | 105.                 |
| 27                   | Ben Turner (GBR)       | 34.                  |

| BikeExchange-Jayco BEX | BikeExchange-Jayco BEX | BikeExchange-Jayco BEX |
| ---------------------- | ---------------------- | ---------------------- |
| Num                    | Ciclista               | Pos                    |
| 31                     | Simon Yates (GBR)      | 5.                     |
| 33                     | Luke Durbridge (AUS)   | 48.                    |
| 34                     | Tsgabu Grmay (ETH)     | 38.                    |
| 35                     | Nick Schultz (AUS)     | DNF-4                  |
| 36                     | Matteo Sobrero (ITA)   | NP-3                   |
| 37                     | Dion Smith (NZL)       | 71.                    |

| Bahrain Victorious TBV | Bahrain Victorious TBV  | Bahrain Victorious TBV |
| ---------------------- | ----------------------- | ---------------------- |
| Num                    | Ciclista                | Pos                    |
| 41                     | Mikel Landa (ESP)       | 32.                    |
| 42                     | Jack Haig (AUS)         | 6.                     |
| 43                     | Damiano Caruso (ITA)    | 13.                    |
| 44                     | Domen Novak (SLO)       | 73.                    |
| 45                     | Wout Poels (NED)        | 1.                     |
| 46                     | Edoardo Zambanini (ITA) | 33.                    |

| UAE Team Emirates UAD | UAE Team Emirates UAD      | UAE Team Emirates UAD |
| --------------------- | -------------------------- | --------------------- |
| Num                   | Ciclista                   | Pos                   |
| 51                    | Alessandro Covi (ITA)      | 14.                   |
| 52                    | Andrés Camilo Ardila (COL) | 51.                   |
| 53                    | Vegard Stake Laengen (NOR) | 87.                   |
| 55                    | Jan Polanc (SLO)           | 23.                   |
| 56                    | Matteo Trentin (ITA)       | 39.                   |

| Israel-Premier Tech IPT | Israel-Premier Tech IPT  | Israel-Premier Tech IPT |
| ----------------------- | ------------------------ | ----------------------- |
| Num                     | Ciclista                 | Pos                     |
| 61                      | Michael Woods (CAN)      | NP-2                    |
| 62                      | Guy Niv (ISR)            | DNF-1                   |
| 63                      | Sep Vanmarcke (BEL)      | 90.                     |
| 64                      | Guillaume Boivin (CAN)   | 64.                     |
| 65                      | Simon Clarke (AUS)       | 26.                     |
| 66                      | Alexander Cataford (CAN) | 86.                     |
| 67                      | Corbin Strong (NZL)      | 31.                     |

| Quick-Step Alpha Vinyl QST | Quick-Step Alpha Vinyl QST | Quick-Step Alpha Vinyl QST |
| -------------------------- | -------------------------- | -------------------------- |
| Num                        | Ciclista                   | Pos                        |
| 71                         | Mikkel Honoré (DEN)        | 72.                        |
| 72                         | Florian Sénéchal (FRA)     | 88.                        |
| 73                         | Dries Devenyns (BEL)       | 30.                        |
| 74                         | Pieter Serry (BEL)         | 65.                        |
| 75                         | Jannik Steimle (GER)       | 84.                        |
| 76                         | Zdeněk Štybar (CZE)        | 56.                        |
| 77                         | Mauri Vansevenant (BEL)    | 8.                         |

| Lotto-Soudal LTS | Lotto-Soudal LTS         | Lotto-Soudal LTS |
| ---------------- | ------------------------ | ---------------- |
| Num              | Ciclista                 | Pos              |
| 81               | Filippo Conca (ITA)      | 60.              |
| 82               | Steff Cras (BEL)         | 20.              |
| 83               | Cedric Beullens (BEL)    | 89.              |
| 84               | Frederik Frison (BEL)    | 92.              |
| 85               | Sébastien Grignard (BEL) | 67.              |
| 86               | Sylvain Moniquet (BEL)   | 45.              |
| 87               | Kamil Małecki (POL)      | 77.              |

| AG2R Citroën Team ACT | AG2R Citroën Team ACT   | AG2R Citroën Team ACT |
| --------------------- | ----------------------- | --------------------- |
| Num                   | Ciclista                | Pos                   |
| 91                    | Greg Van Avermaet (BEL) | 61.                   |
| 92                    | Benoît Cosnefroy (FRA)  | 46.                   |
| 93                    | Stan Dewulf (BEL)       | 24.                   |
| 94                    | Lawrence Naesen (BEL)   | 107.                  |
| 95                    | Oliver Naesen (BEL)     | 70.                   |
| 96                    | Ben O'Connor (AUS)      | 7.                    |
| 97                    | Gijs Van Hoecke (BEL)   | 108.                  |

| Intermarché-Wanty-Gobert Matériaux IWG | Intermarché-Wanty-Gobert Matériaux IWG | Intermarché-Wanty-Gobert Matériaux IWG |
| -------------------------------------- | -------------------------------------- | -------------------------------------- |
| Num                                    | Ciclista                               | Pos                                    |
| 101                                    | Jan Bakelants (BEL)                    | DNF-4                                  |
| 102                                    | Biniam Girmay (ERI)                    | 68.                                    |
| 103                                    | Kobe Goossens (BEL)                    | NP-3                                   |
| 104                                    | Barnabás Peák (HUN)                    | 102.                                   |
| 105                                    | Domenico Pozzovivo (ITA)               | 21.                                    |
| 106                                    | Taco van der Hoorn (NED)               | 103.                                   |
| 107                                    | Théo Delacroix (FRA)                   | 100.                                   |

| Bora-Hansgrohe BOH | Bora-Hansgrohe BOH     | Bora-Hansgrohe BOH |
| ------------------ | ---------------------- | ------------------ |
| Num                | Ciclista               | Pos                |
| 111                | Giovanni Aleotti (ITA) | 81.                |
| 112                | Cesare Benedetti (POL) | 99.                |
| 113                | Emanuel Buchmann (GER) | 15.                |
| 114                | Matteo Fabbro (ITA)    | 101.               |
| 115                | Lennard Kämna (GER)    | 29.                |
| 116                | Frederik Wandahl (DEN) | 35.                |
| 117                | Patrick Gamper (AUT)   | 83.                |

| Alpecin-Fenix AFC | Alpecin-Fenix AFC              | Alpecin-Fenix AFC |
| ----------------- | ------------------------------ | ----------------- |
| Num               | Ciclista                       | Pos               |
| 121               | Jimmy Janssens (BEL)           | 41.               |
| 122               | Floris De Tier (BEL)           | 80.               |
| 123               | Ayco Bastiaens (BEL)           | DNF-4             |
| 124               | Senne Leysen (BEL)             | 94.               |
| 125               | Stefano Oldani (ITA)           | 19.               |
| 127               | Guillaume Van Keirsbulck (BEL) | DNF-4             |

| Caja Rural-Seguros RGA CJR | Caja Rural-Seguros RGA CJR | Caja Rural-Seguros RGA CJR |
| -------------------------- | -------------------------- | -------------------------- |
| Num                        | Ciclista                   | Pos                        |
| 131                        | Julen Amézqueta (ESP)      | DNF-4                      |
| 132                        | Orluis Aular (VEN)         | 58.                        |
| 133                        | Jefferson Cepeda (ECU)     | 11.                        |
| 134                        | Álvaro Cuadros (ESP)       | 76.                        |
| 135                        | David González López (ESP) | 95.                        |
| 136                        | Sergio Martín (ESP)        | 54.                        |
| 137                        | Jon Barrenetxea (ESP)      | 91.                        |

| TotalEnergies TEN | TotalEnergies TEN        | TotalEnergies TEN |
| ----------------- | ------------------------ | ----------------- |
| Num               | Ciclista                 | Pos               |
| 141               | Niccolò Bonifazio (ITA)  | 85.               |
| 144               | Dries Van Gestel (BEL)   | 79.               |
| 145               | Cristián Rodríguez (ESP) | 2.                |
| 146               | Juraj Sagan (SVK)        | DNF-3             |

| Euskaltel-Euskadi EUS | Euskaltel-Euskadi EUS    | Euskaltel-Euskadi EUS |
| --------------------- | ------------------------ | --------------------- |
| Num                   | Ciclista                 | Pos                   |
| 151                   | Luis Ángel Maté (ESP)    | 43.                   |
| 152                   | Ibai Azurmendi (ESP)     | 42.                   |
| 153                   | Mikel Bizkarra (ESP)     | NP-1                  |
| 154                   | Xabier Isasa (ESP)       | 57.                   |
| 155                   | Mikel Iturria (ESP)      |                       |
| 156                   | Gotzon Martín (ESP)      | 63.                   |
| 157                   | Antonio Jesús Soto (ESP) | 36.                   |

| Sport Vlaanderen-Baloise SVB | Sport Vlaanderen-Baloise SVB | Sport Vlaanderen-Baloise SVB |
| ---------------------------- | ---------------------------- | ---------------------------- |
| Num                          | Ciclista                     | Pos                          |
| 161                          | Lindsay De Vylder (BEL)      | 53.                          |
| 162                          | Rune Herregodts (BEL)        | DNF-4                        |
| 163                          | Jenno Berckmoes (BEL)        | 75.                          |
| 164                          | Sander De Pestel (BEL)       | DNF-4                        |
| 165                          | Robbe Ghys (BEL)             | DNF-5                        |
| 166                          | Ward Vanhoof (BEL)           | DNF-4                        |
| 167                          | Kamiel Bonneu (BEL)          | 104.                         |

| Equipo Kern Pharma EKP | Equipo Kern Pharma EKP   | Equipo Kern Pharma EKP |
| ---------------------- | ------------------------ | ---------------------- |
| Num                    | Ciclista                 | Pos                    |
| 171                    | Jon Agirre (ESP)         | NP-5                   |
| 172                    | Héctor Carretero (ESP)   | 55.                    |
| 173                    | Raúl García Pierna (ESP) | DNF-5                  |
| 174                    | Francisco Galván (ESP)   | 66.                    |
| 175                    | Diego López (ESP)        | 78.                    |
| 176                    | José Félix Parra (ESP)   | 59.                    |
| 177                    | Vojtěch Řepa (CZE)       | 96.                    |

| Gazprom-RusVelo GAZ | Gazprom-RusVelo GAZ            | Gazprom-RusVelo GAZ |
| ------------------- | ------------------------------ | ------------------- |
| Num                 | Ciclista                       | Pos                 |
| 181                 | Nicolai Cherkasov (RUS)        | NP-3                |
| 182                 | José Manuel Díaz Gallego (ESP) | NP-3                |
| 184                 | Alessandro Fedeli (ITA)        | NP-3                |
| 185                 | Serguei Chernetski (RUS)       | NP-3                |
| 186                 | Artem Nych (RUS) (estrada)     | DNF-1               |

| Burgos-BH BBH | Burgos-BH BBH                  | Burgos-BH BBH |
| ------------- | ------------------------------ | ------------- |
| Num           | Ciclista                       | Pos           |
| 192           | Juan Antonio López-Cózar (ESP) |               |
| 193           | Adrià Moreno (ESP)             | 69.           |
| 194           | Daniel Navarro (ESP)           | 40.           |
| 195           | Ander Okamika (ESP)            | 49.           |
| 196           | Pelayo Sánchez (ESP)           | DNF-1         |
| 197           | Felipe Orts (ESP)              | DNF-2         |

| Eolo-Kometa EOK | Eolo-Kometa EOK           | Eolo-Kometa EOK |
| --------------- | ------------------------- | --------------- |
| Num             | Ciclista                  | Pos             |
| 201             | Vincenzo Albanese (ITA)   | 50.             |
| 202             | Mark Christian (GBR)      | 44.             |
| 203             | Lorenzo Fortunato (ITA)   | 16.             |
| 204             | Alejandro Ropero (ESP)    | 98.             |
| 205             | Francesco Gavazzi (ITA)   | 52.             |
| 206             | Diego Pablo Sevilla (ESP) | 97.             |
| 207             | Diego Rosa (ITA)          | 37.             |

| Human Powered Health HPM | Human Powered Health HPM | Human Powered Health HPM |
| ------------------------ | ------------------------ | ------------------------ |
| Num                      | Ciclista                 | Pos                      |
| 211                      | Gavin Mannion (USA)      | NP-3                     |
| 212                      | Stephen Bassett (USA)    | NP-3                     |
| 213                      | Nathan Brown (USA)       | DNF-1                    |
| 214                      | Chad Haga (USA)          | NP-3                     |
| 216                      | Benjamin King (USA)      | NP-3                     |

| Astana Qazaqstan Team AST | Astana Qazaqstan Team AST        | Astana Qazaqstan Team AST |
| ------------------------- | -------------------------------- | ------------------------- |
| Num                       | Ciclista                         | Pos                       |
| 1                         | Miguel Ángel López (COL)         | 3.                        |
| 2                         | Alexey Lutsenko (KAZ)            | 9.                        |
| 3                         | Simone Velasco (ITA)             | 47.                       |
| 4                         | Nurbergen Nurlykhassym (KAZ)     | DNF-4                     |
| 5                         | Yevgeniy Fedorov (KAZ) (estrada) | 74.                       |
| 6                         | Gleb Brussenskiy (KAZ)           | NP-3                      |
| 7                         | Harold Tejada (COL)              | 12.                       |

| Movistar Team MOV | Movistar Team MOV               | Movistar Team MOV |
| ----------------- | ------------------------------- | ----------------- |
| Num               | Ciclista                        | Pos               |
| 11                | Lluís Mas (ESP)                 | 62.               |
| 12                | Imanol Erviti (ESP)             | 93.               |
| 13                | Nelson Oliveira (POR)           | 25.               |
| 14                | Juri Hollmann (GER)             | 106.              |
| 15                | Einer Rubio (COL)               | 27.               |
| 16                | Iván Ramiro Sosa (COL)          | 10.               |
| 17                | Gonzalo Serrano Rodríguez (ESP) | 18.               |

| Ineos Grenadiers IGD | Ineos Grenadiers IGD   | Ineos Grenadiers IGD |
| -------------------- | ---------------------- | -------------------- |
| Num                  | Ciclista               | Pos                  |
| 21                   | Magnus Sheffield (USA) | 17.                  |
| 22                   | Edward Dunbar (IRL)    | 28.                  |
| 23                   | Salvatore Puccio (ITA) | 82.                  |
| 24                   | Jhonatan Narváez (ECU) | 22.                  |
| 25                   | Carlos Rodríguez (ESP) | 4.                   |
| 26                   | Cameron Wurf (AUS)     | 105.                 |
| 27                   | Ben Turner (GBR)       | 34.                  |

| BikeExchange-Jayco BEX | BikeExchange-Jayco BEX | BikeExchange-Jayco BEX |
| ---------------------- | ---------------------- | ---------------------- |
| Num                    | Ciclista               | Pos                    |
| 31                     | Simon Yates (GBR)      | 5.                     |
| 33                     | Luke Durbridge (AUS)   | 48.                    |
| 34                     | Tsgabu Grmay (ETH)     | 38.                    |
| 35                     | Nick Schultz (AUS)     | DNF-4                  |
| 36                     | Matteo Sobrero (ITA)   | NP-3                   |
| 37                     | Dion Smith (NZL)       | 71.                    |

| Bahrain Victorious TBV | Bahrain Victorious TBV  | Bahrain Victorious TBV |
| ---------------------- | ----------------------- | ---------------------- |
| Num                    | Ciclista                | Pos                    |
| 41                     | Mikel Landa (ESP)       | 32.                    |
| 42                     | Jack Haig (AUS)         | 6.                     |
| 43                     | Damiano Caruso (ITA)    | 13.                    |
| 44                     | Domen Novak (SLO)       | 73.                    |
| 45                     | Wout Poels (NED)        | 1.                     |
| 46                     | Edoardo Zambanini (ITA) | 33.                    |

| UAE Team Emirates UAD | UAE Team Emirates UAD      | UAE Team Emirates UAD |
| --------------------- | -------------------------- | --------------------- |
| Num                   | Ciclista                   | Pos                   |
| 51                    | Alessandro Covi (ITA)      | 14.                   |
| 52                    | Andrés Camilo Ardila (COL) | 51.                   |
| 53                    | Vegard Stake Laengen (NOR) | 87.                   |
| 55                    | Jan Polanc (SLO)           | 23.                   |
| 56                    | Matteo Trentin (ITA)       | 39.                   |

| Israel-Premier Tech IPT | Israel-Premier Tech IPT  | Israel-Premier Tech IPT |
| ----------------------- | ------------------------ | ----------------------- |
| Num                     | Ciclista                 | Pos                     |
| 61                      | Michael Woods (CAN)      | NP-2                    |
| 62                      | Guy Niv (ISR)            | DNF-1                   |
| 63                      | Sep Vanmarcke (BEL)      | 90.                     |
| 64                      | Guillaume Boivin (CAN)   | 64.                     |
| 65                      | Simon Clarke (AUS)       | 26.                     |
| 66                      | Alexander Cataford (CAN) | 86.                     |
| 67                      | Corbin Strong (NZL)      | 31.                     |

| Quick-Step Alpha Vinyl QST | Quick-Step Alpha Vinyl QST | Quick-Step Alpha Vinyl QST |
| -------------------------- | -------------------------- | -------------------------- |
| Num                        | Ciclista                   | Pos                        |
| 71                         | Mikkel Honoré (DEN)        | 72.                        |
| 72                         | Florian Sénéchal (FRA)     | 88.                        |
| 73                         | Dries Devenyns (BEL)       | 30.                        |
| 74                         | Pieter Serry (BEL)         | 65.                        |
| 75                         | Jannik Steimle (GER)       | 84.                        |
| 76                         | Zdeněk Štybar (CZE)        | 56.                        |
| 77                         | Mauri Vansevenant (BEL)    | 8.                         |

| Lotto-Soudal LTS | Lotto-Soudal LTS         | Lotto-Soudal LTS |
| ---------------- | ------------------------ | ---------------- |
| Num              | Ciclista                 | Pos              |
| 81               | Filippo Conca (ITA)      | 60.              |
| 82               | Steff Cras (BEL)         | 20.              |
| 83               | Cedric Beullens (BEL)    | 89.              |
| 84               | Frederik Frison (BEL)    | 92.              |
| 85               | Sébastien Grignard (BEL) | 67.              |
| 86               | Sylvain Moniquet (BEL)   | 45.              |
| 87               | Kamil Małecki (POL)      | 77.              |

| AG2R Citroën Team ACT | AG2R Citroën Team ACT   | AG2R Citroën Team ACT |
| --------------------- | ----------------------- | --------------------- |
| Num                   | Ciclista                | Pos                   |
| 91                    | Greg Van Avermaet (BEL) | 61.                   |
| 92                    | Benoît Cosnefroy (FRA)  | 46.                   |
| 93                    | Stan Dewulf (BEL)       | 24.                   |
| 94                    | Lawrence Naesen (BEL)   | 107.                  |
| 95                    | Oliver Naesen (BEL)     | 70.                   |
| 96                    | Ben O'Connor (AUS)      | 7.                    |
| 97                    | Gijs Van Hoecke (BEL)   | 108.                  |

| Intermarché-Wanty-Gobert Matériaux IWG | Intermarché-Wanty-Gobert Matériaux IWG | Intermarché-Wanty-Gobert Matériaux IWG |
| -------------------------------------- | -------------------------------------- | -------------------------------------- |
| Num                                    | Ciclista                               | Pos                                    |
| 101                                    | Jan Bakelants (BEL)                    | DNF-4                                  |
| 102                                    | Biniam Girmay (ERI)                    | 68.                                    |
| 103                                    | Kobe Goossens (BEL)                    | NP-3                                   |
| 104                                    | Barnabás Peák (HUN)                    | 102.                                   |
| 105                                    | Domenico Pozzovivo (ITA)               | 21.                                    |
| 106                                    | Taco van der Hoorn (NED)               | 103.                                   |
| 107                                    | Théo Delacroix (FRA)                   | 100.                                   |

| Bora-Hansgrohe BOH | Bora-Hansgrohe BOH     | Bora-Hansgrohe BOH |
| ------------------ | ---------------------- | ------------------ |
| Num                | Ciclista               | Pos                |
| 111                | Giovanni Aleotti (ITA) | 81.                |
| 112                | Cesare Benedetti (POL) | 99.                |
| 113                | Emanuel Buchmann (GER) | 15.                |
| 114                | Matteo Fabbro (ITA)    | 101.               |
| 115                | Lennard Kämna (GER)    | 29.                |
| 116                | Frederik Wandahl (DEN) | 35.                |
| 117                | Patrick Gamper (AUT)   | 83.                |

| Alpecin-Fenix AFC | Alpecin-Fenix AFC              | Alpecin-Fenix AFC |
| ----------------- | ------------------------------ | ----------------- |
| Num               | Ciclista                       | Pos               |
| 121               | Jimmy Janssens (BEL)           | 41.               |
| 122               | Floris De Tier (BEL)           | 80.               |
| 123               | Ayco Bastiaens (BEL)           | DNF-4             |
| 124               | Senne Leysen (BEL)             | 94.               |
| 125               | Stefano Oldani (ITA)           | 19.               |
| 127               | Guillaume Van Keirsbulck (BEL) | DNF-4             |

| Caja Rural-Seguros RGA CJR | Caja Rural-Seguros RGA CJR | Caja Rural-Seguros RGA CJR |
| -------------------------- | -------------------------- | -------------------------- |
| Num                        | Ciclista                   | Pos                        |
| 131                        | Julen Amézqueta (ESP)      | DNF-4                      |
| 132                        | Orluis Aular (VEN)         | 58.                        |
| 133                        | Jefferson Cepeda (ECU)     | 11.                        |
| 134                        | Álvaro Cuadros (ESP)       | 76.                        |
| 135                        | David González López (ESP) | 95.                        |
| 136                        | Sergio Martín (ESP)        | 54.                        |
| 137                        | Jon Barrenetxea (ESP)      | 91.                        |

| TotalEnergies TEN | TotalEnergies TEN        | TotalEnergies TEN |
| ----------------- | ------------------------ | ----------------- |
| Num               | Ciclista                 | Pos               |
| 141               | Niccolò Bonifazio (ITA)  | 85.               |
| 144               | Dries Van Gestel (BEL)   | 79.               |
| 145               | Cristián Rodríguez (ESP) | 2.                |
| 146               | Juraj Sagan (SVK)        | DNF-3             |

| Euskaltel-Euskadi EUS | Euskaltel-Euskadi EUS    | Euskaltel-Euskadi EUS |
| --------------------- | ------------------------ | --------------------- |
| Num                   | Ciclista                 | Pos                   |
| 151                   | Luis Ángel Maté (ESP)    | 43.                   |
| 152                   | Ibai Azurmendi (ESP)     | 42.                   |
| 153                   | Mikel Bizkarra (ESP)     | NP-1                  |
| 154                   | Xabier Isasa (ESP)       | 57.                   |
| 155                   | Mikel Iturria (ESP)      |                       |
| 156                   | Gotzon Martín (ESP)      | 63.                   |
| 157                   | Antonio Jesús Soto (ESP) | 36.                   |

| Sport Vlaanderen-Baloise SVB | Sport Vlaanderen-Baloise SVB | Sport Vlaanderen-Baloise SVB |
| ---------------------------- | ---------------------------- | ---------------------------- |
| Num                          | Ciclista                     | Pos                          |
| 161                          | Lindsay De Vylder (BEL)      | 53.                          |
| 162                          | Rune Herregodts (BEL)        | DNF-4                        |
| 163                          | Jenno Berckmoes (BEL)        | 75.                          |
| 164                          | Sander De Pestel (BEL)       | DNF-4                        |
| 165                          | Robbe Ghys (BEL)             | DNF-5                        |
| 166                          | Ward Vanhoof (BEL)           | DNF-4                        |
| 167                          | Kamiel Bonneu (BEL)          | 104.                         |

| Equipo Kern Pharma EKP | Equipo Kern Pharma EKP   | Equipo Kern Pharma EKP |
| ---------------------- | ------------------------ | ---------------------- |
| Num                    | Ciclista                 | Pos                    |
| 171                    | Jon Agirre (ESP)         | NP-5                   |
| 172                    | Héctor Carretero (ESP)   | 55.                    |
| 173                    | Raúl García Pierna (ESP) | DNF-5                  |
| 174                    | Francisco Galván (ESP)   | 66.                    |
| 175                    | Diego López (ESP)        | 78.                    |
| 176                    | José Félix Parra (ESP)   | 59.                    |
| 177                    | Vojtěch Řepa (CZE)       | 96.                    |

| Gazprom-RusVelo GAZ | Gazprom-RusVelo GAZ            | Gazprom-RusVelo GAZ |
| ------------------- | ------------------------------ | ------------------- |
| Num                 | Ciclista                       | Pos                 |
| 181                 | Nicolai Cherkasov (RUS)        | NP-3                |
| 182                 | José Manuel Díaz Gallego (ESP) | NP-3                |
| 184                 | Alessandro Fedeli (ITA)        | NP-3                |
| 185                 | Serguei Chernetski (RUS)       | NP-3                |
| 186                 | Artem Nych (RUS) (estrada)     | DNF-1               |

| Burgos-BH BBH | Burgos-BH BBH                  | Burgos-BH BBH |
| ------------- | ------------------------------ | ------------- |
| Num           | Ciclista                       | Pos           |
| 192           | Juan Antonio López-Cózar (ESP) |               |
| 193           | Adrià Moreno (ESP)             | 69.           |
| 194           | Daniel Navarro (ESP)           | 40.           |
| 195           | Ander Okamika (ESP)            | 49.           |
| 196           | Pelayo Sánchez (ESP)           | DNF-1         |
| 197           | Felipe Orts (ESP)              | DNF-2         |

| Eolo-Kometa EOK | Eolo-Kometa EOK           | Eolo-Kometa EOK |
| --------------- | ------------------------- | --------------- |
| Num             | Ciclista                  | Pos             |
| 201             | Vincenzo Albanese (ITA)   | 50.             |
| 202             | Mark Christian (GBR)      | 44.             |
| 203             | Lorenzo Fortunato (ITA)   | 16.             |
| 204             | Alejandro Ropero (ESP)    | 98.             |
| 205             | Francesco Gavazzi (ITA)   | 52.             |
| 206             | Diego Pablo Sevilla (ESP) | 97.             |
| 207             | Diego Rosa (ITA)          | 37.             |

| Human Powered Health HPM | Human Powered Health HPM | Human Powered Health HPM |
| ------------------------ | ------------------------ | ------------------------ |
| Num                      | Ciclista                 | Pos                      |
| 211                      | Gavin Mannion (USA)      | NP-3                     |
| 212                      | Stephen Bassett (USA)    | NP-3                     |
| 213                      | Nathan Brown (USA)       | DNF-1                    |
| 214                      | Chad Haga (USA)          | NP-3                     |
| 216                      | Benjamin King (USA)      | NP-3                     |

Convenções:
- AB-N: Abandono na etapa "N"
- FLT-N: Retiro por chegada fora do limite de tempo na etapa "N"
- NTS-N: Não tomou a saída para a etapa "N"
- DES-N: Desclassificado ou expulsado na etapa "N"

## UCI World Ranking
A Volta à Andaluzia outorgou pontos para o UCI World Ranking para corredores das equipas nas categorias UCI WorldTeam, UCI ProTeam e Continental. As seguintes tabelas são o barómetro de pontuação e os dez corredores que obtiveram mais pontos:
| Posição             | 1.º | 2.º | 3.º | 4.º | 5.º | 6.º | 7.º | 8.º | 9.º | 10.º | 11.º | 12.º | 13.º | 14.º | 15.º | 16.º-30.º | 31.º-40.º |
| Classificação geral | 200 | 150 | 125 | 100 | 85  | 70  | 60  | 50  | 40  | 35   | 30   | 25   | 20   | 15   | 10   | 5         | 3         |
| Por etapa           | 20  | 10  | 5   |     |     |     |     |     |     |      |      |      |      |      |      |           |           |
| Líder               | 5   |     |     |     |     |     |     |     |     |      |      |      |      |      |      |           |           |

| Classificação |                    |                        |       |       |       |       |
| Posição       | Ciclista           | Equipa                 | Geral | Etapa | Líder | Total |
| ------------- | ------------------ | ---------------------- | ----- | ----- | ----- | ----- |
| 1.º           | Wout Poels         | Bahrain Victorious     | 200   | 20    | 5     | 225   |
| 2.º           | Cristián Rodríguez | TotalEnergies          | 150   | -     | -     | 150   |
| 3.º           | Miguel Ángel López | Astana Qazaqstan       | 125   | 10    | -     | 135   |
| 4.º           | Carlos Rodríguez   | Ineos Grenadiers       | 100   | -     | -     | 100   |
| 5.º           | Simon Yates        | BikeExchange-Jayco     | 85    | -     | -     | 85    |
| 6.º           | Jack Haig          | Bahrain Victorious     | 70    | -     | -     | 70    |
| 7.º           | Ben O'Connor       | AG2R Citroën           | 60    | -     | -     | 60    |
| 8.º           | Mauri Vansevenant  | Quick-Step Alpha Vinyl | 50    | 5     | -     | 55    |
| 9.º           | Alexey Lutsenko    | Astana Qazaqstan       | 40    | 10    | -     | 50    |
| 10.º          | Alessandro Covi    | UAE Emirates           | 15    | 25    | 10    | 50    |